# 有栖川ゆう
有栖川 ゆう（ありすがわ ゆう、2003年5月30日 - ）は、日本の女性声優。東京都出身。プロダクション・エース YOUボイス所属。

## 出演

### テレビアニメ
- 甘々と稲妻（園児[2]）
- 終末なにしてますか? 忙しいですか? 救ってもらっていいですか?（ウィレミア[3][2]）

### 劇場アニメ
- みつばちマーヤの大冒険（スズメバチの子供、みつばちの子供[2]）

### 吹き替え
- ヒーローキッズ（オホ[2]）

### 舞台
- 笑う朗読（友代[2]）
- ボンボン時計[4]